# استان قصیم
قَصیم نام منطقه ای است در بخش مرکزی کشور عربستان سعودی. ساکنان آن مسلمان اهل سنت هستند. مساحت آن ۶۵٬۰۰۰ کیلومتر مربع و جمعیتش در سال ۱۹۹۹ برابر با ۹۳۳٬۱۰۰ بود.
مرکز این منطقه شهر بُرَیده و دیگر شهرهای آن عنیزه و بادیه نام دارند.

## تاریخچه
منطقه قصیم در قدیم ایستگاه کاروان‌های هندی و ایرانی رهسپار مدینه بود. عرب‌ها از زمان پیش از اسلام از کشاورزی دوری می‌جستند و از این‌ رو پس از اسلام زمین‌های کشاورزی منطقه توسط حاجیان ایرانی و برخی از قبیله‌های بلوچ کشت می‌شد.
برخی از عرب‌های یهودی نیز ساکن منطقه بودند که بعدها به اسلام گرویدند.
در زمان چیرگی ترکان عثمانی سیاست پاکسازی نژادی در منطقه پیاده شد و ترکان مهاجر به منطقه آورده شدند که این امر باعث درگیری میان اهالی محل و ترکان شد.
دیرزمانی بسیاری از مردم منطقه که از تبار کشاورزان ایرانی و بلوچ (پاکستان) بودند ریشه و تبار خود را نزد دیگر عرب‌ها پنهان می‌کردند ولی امروزه بسیاری از آن‌ها برای دیدار خویشاوندان دور خود به ایران و پاکستان سفر می‌کنند و در آنجا به برپایی آموزشگاه‌های دینی وهابی می‌پردازند و در وارد کردن اندیشه‌های وهابی به ایران و پاکستان کوشا هستند.